# 2012年西安砸车伤人事件
2012年西安砸车伤人事件，又称U型锁事件，是一起发生于2012年中国反日示威活动期间的暴力事件。2012年9月15日，日系车车主李建利被参与游行示威的蔡洋用U型钢锁打穿头部颅骨，导致其永久失去部分行动和语言能力。

## 经过
2012年9月，为抗议日本政府购买钓鱼岛，中国多个城市发生大规模游行示威活动。
9月15日13时许，蔡洋和寻建奎乘坐公交车经过西安玉祥门时遇到游行队伍，下车加入其中。途中，蔡洋捡了路边一辆摩托车上的U型钢锁，寻建奎捡了一块砖头。
李建利驾驶丰田卡罗拉轿车带着妻子、大儿子和准儿媳从建材市场回家。15时40分许，汽车在经过环城西路玉祥门转盘附近时被堵在路上。李建利等四人看到十几个手持棍棒、砖块、钢锁的砸车者靠近，随即下车。李建利上前阻拦砸车者，其妻子王菊玲请求众人不要砸车。
在阻拦过程中，李建利夺下正在砸车的寻建奎的砖头，砸向正在用U型锁砸前挡风玻璃的蔡洋的头部。蔡洋即用U型锁猛击李建利头部左侧四下，砸穿李建利头部颅骨。李建利受伤失去意识，倒地且不断流血。
蔡洋又用U型锁打砸该车后备箱，之后跟着游行队伍继续去砸别的车。王菊玲乘坐出租车，在交警协助下将李建利送到了医院。

## 当事人

### 砸车者
蔡洋，案发时21岁，是一名泥瓦工。他18岁从老家河南南阳来到西安，在工地上做粉刷外墙的工作。蔡洋喜欢看抗日剧，玩《穿越火线》，有一个上大学的梦，在QQ空间里表达过对爱情的渴望。
砸车事件发生后，蔡洋的二姐对他说：“你去砸车正常人都觉得你要赔偿。我们负担不起！”蔡洋则回答：“这是爱国行为！我鄙视你！”

### 被害人
李建利，案发时51岁。夫妇两人年轻时都开过出租车，后来做二手车生意，买了车和房，儿子也即将结婚。出事那天，他们是开车带着儿子和准儿媳去建材市场看装修新房的材料的。

## 评论
- 央视《新闻1+1》主持人白岩松在节目中说：“这就是犯罪，跟爱国没有关系……不能因为你去追求一个正义的目标，过程就可以是非法的，法律就是法律。”同时呼吁蔡洋赶紧自首。[5][6]

## 影响

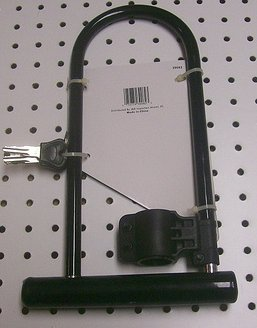
U型锁成为讽刺极端爱国主义者的一个嘲讽象征

“U型锁”一词后来被用于代指和讽刺极端爱国主义者或者极端爱国主义行为。

## 后续
西安警方公布了车主遇袭的画面及视频，并对袭击车主的数名暴徒展开通缉。蔡洋先是潜回在西安市的暂住地，直到两周后他砸人的画面上了电视，被人认出，才逃回河南老家。
李建利开放性颅脑损伤，整个身体右侧几乎无法活动，一次只能说出一两个字的短语，经鉴定为五级伤残。
蔡洋于10月2日因涉嫌犯故意伤害罪被刑事拘留，同月22日被逮捕。在法庭上，蔡洋始终没有道歉。
2013年7月5日，西安市莲湖区人民法院一审：以犯故意伤害罪判处蔡洋有期徒刑九年；犯寻衅滋事罪判处有期徒刑一年零六个月；合并执行有期徒刑十年；并判决赔偿被害人经济损失人民币258860.06元。同案被告人寻建奎因犯寻衅滋事罪，被判处有期徒刑一年。
此后被告和原告均不服判决，提出上诉，期间被告撤回上诉。经过重新鉴定，李建利伤残等级改为四级。
2013年11月18日，西安市中级人民法院二审：在原来基础上，增加赔偿评残后生活护理费265980元，共计525840.6元。由于蔡洋家无力支付赔偿，有关部门向李建利家支付了52万救济金。
由于在监狱内有悔改表现，蔡洋获减刑六个月，在2022年4月1日出狱。
李建利一直在西安市中心医院接受康复治疗，后来恢复了部分行走及语言能力。